# Kieler Sportvereinigung Holstein von 1900 2017-2018
Questa voce raccoglie le informazioni riguardanti lo  Kieler Sportvereinigung Holstein von 1900  nelle competizioni ufficiali della stagione calcistica 2017-2018.

## Stagione
Nella stagione 2017-2018 l'Holstein Kiel, allenato da Markus Anfang, concluse il campionato di 2. Bundesliga al 3º posto e perse i play-off con il Wolfsburg. In coppa di Germania l'Holstein Kiel fu eliminato al secondo turno dallo Magonza.

## Rosa
| N. |                     | Ruolo | Calciatore             |
| -- | ------------------- | ----- | ---------------------- |
| 18 | Germania (bandiera) | P     | Kenneth Kronholm       |
| 34 | Germania (bandiera) | P     | Lukas Kruse            |
| 1  | Germania (bandiera) | P     | Bernd Schipmann        |
| 5  | Germania (bandiera) | D     | Rafael Czichos         |
| 7  | Germania (bandiera) | D     | Sebastian Heidinger    |
| 19 | Germania (bandiera) | D     | Patrick Herrmann       |
| 4  | Austria (bandiera)  | D     | Niklas Hoheneder       |
| 16 | Germania (bandiera) | D     | Christopher Lenz       |
| 3  | Germania (bandiera) | D     | Dominik Schmidt        |
| 2  | Germania (bandiera) | D     | Arne Sicker            |
| 15 | Germania (bandiera) | D     | Johannes van den Bergh |
| 31 | Germania (bandiera) | C     | Max Besuschkow         |
| 29 | Germania (bandiera) | C     | Amara Condé            |
| 23 | Germania (bandiera) | C     | Luca Dürholtz          |

| N. |                     | Ruolo | Calciatore         |
| -- | ------------------- | ----- | ------------------ |
| 20 | Germania (bandiera) | C     | Joel Gerezgiher    |
| 22 | Germania (bandiera) | C     | Atakan Karazor     |
| 6  | Germania (bandiera) | C     | David Kinsombi     |
| 8  | Germania (bandiera) | C     | Alexander Mühling  |
| 13 | Germania (bandiera) | C     | Dominic Peitz      |
| 27 | Germania (bandiera) | C     | Kingsley Schindler |
| 11 | Germania (bandiera) | C     | Manuel Schwenk     |
| 21 | Germania (bandiera) | C     | Tim Siedschlag     |
| 28 | Germania (bandiera) | A     | Noah Awuku         |
| 24 | Germania (bandiera) | A     | Dominick Drexler   |
| 10 | Germania (bandiera) | A     | Marvin Ducksch     |
| 17 | Germania (bandiera) | A     | Steven Lewerenz    |
| 14 | Germania (bandiera) | A     | Aaron Seydel       |
| 9  | Germania (bandiera) | A     | Tom Weilandt       |

## Organigramma societario
Area tecnica
- Allenatore: Markus Anfang
- Allenatore in seconda: Thomas Cichon, Patrick Kohlmann
- Preparatore dei portieri: Patrik Borger
- Preparatori atletici: Timm Sörensen

## Risultati

### 2. Bundesliga

#### Girone di andata
| Arbitro: | Cortus |

|                          |           |                                      |
| Lewerenz 75’ Ducksch 90’ | Marcatori | 14’ (rig.) Sukuta-Pasu 35’ Klingmann |

| Arbitro: | Willenborg |

|                                             |           |                                               |
| Kreilach 14’ Skrzybski 24’, 52’ Hedlund 27’ | Marcatori | 12’ Schindler 16’ (aut.) Pedersen 32’ Drexler |

| Arbitro: | Schmidt |

|                                            |           |             |
| Ducksch 25’ Schmidt 32’ Drexler 76’ (rig.) | Marcatori | 12’ Gjasula |

| Arbitro: | Alt |

|           |           |                           |
| Knoll 43’ | Marcatori | 20’ Schindler 30’ Ducksch |

| Arbitro: | Sather |

|                               |           |               |
| Lewerenz 44’ Vučur 90’ (aut.) | Marcatori | 62’ Andersson |

| Arbitro: | Stieler |

|  |           |                              |
|  | Marcatori | 15’ Mühling 41’, 77’ Ducksch |

| Arbitro: | Osmers |

|  |           |          |
|  | Marcatori | 44’ Flum |

| Arbitro: | Cortus |

|           |           |                                      |
| Fröde 90’ | Marcatori | 9’ Schindler 73’, 88’ (rig.) Drexler |

| Arbitro: | Alt |

|                                            |           |  |
| Riemann 22’ (aut.) Czichos 42’ Drexler 68’ | Marcatori |  |

| Arbitro: | Zwayer |

|                               |           |                                                       |
| Schnatterer 9’, 52’ Busch 48’ | Marcatori | 40’, 43’ (rig.), 83’ Ducksch 53’ Drexler 81’ Kinsombi |

| Arbitro: | Reichel |

|                          |           |                    |
| Ducksch 65’ Lewerenz 68’ | Marcatori | 85’ (aut.) Czichos |

| Arbitro: | Brand |

|           |           |             |
| Platte 5’ | Marcatori | 42’ Drexler |

| Arbitro: | Rohde |

|                                        |           |  |
| Ducksch 24’ Lewerenz 83’ Schindler 88’ | Marcatori |  |

| Arbitro: | Siebert |

|                       |           |                        |
| Behrens 54’ Ishak 62’ | Marcatori | 70’ Seydel 88’ Mühling |

| Kiel 25 novembre 2017, ore 13:00 15ª giornata | Holstein Kiel | 0 – 0 referto | Ingolstadt 04 | Holstein-Stadion (9.701 spett.)\| Arbitro: \| Osmers \| |
| Arbitro:                                      | Osmers        |               |               |                                                         |

| Arbitro: | Petersen |

|                           |           |                        |
| Schindler 55’ Drexler 70’ | Marcatori | 43’ Raman 85’ Hennings |

| Braunschweig 8 dicembre 2017, ore 18:30 17ª giornata | Eintracht Braunschweig | 0 – 0 referto | Holstein Kiel | Eintracht-Stadion (21.075 spett.)\| Arbitro: \| Kempkes \| |
| Arbitro:                                             | Kempkes                |               |               |                                                            |

#### Girone di ritorno
| Arbitro: | Siewer |

|                                               |           |           |
| Paqarada 58’ Höler 61’ (rig.) Sukuta-Pasu 71’ | Marcatori | 78’ Peitz |

| Arbitro: | Aarnink |

|                         |           |                                 |
| Weilandt 9’ Drexler 19’ | Marcatori | 32’ Skrzybski 85’ (rig.) Polter |

| Fürth (Baviera) 27 gennaio 2018, ore 13:00 20ª giornata | Greuther Fürth | 0 – 0 referto | Holstein Kiel | Sportpark Ronhof Thomas Sommer (7.755 spett.)\| Arbitro: \| Kempter \| |
| Arbitro:                                                | Kempter        |               |               |                                                                        |

| Arbitro: | Thomsen |

|            |           |              |
| Ducksch 4’ | Marcatori | 28’ Grüttner |

| Arbitro: | Winkmann |

|                                         |           |              |
| Borrello 3’ Moritz 45’ (rig.) Osawe 51’ | Marcatori | 32’ Kinsombi |

| Arbitro: | Schlager |

|                         |           |                    |
| Ducksch 12’ Drexler 25’ | Marcatori | 36’, 38’ Cacutalua |

| Arbitro: | Brych |

|                               |           |                                  |
| Neudecker 11’, 74’ Avevor 89’ | Marcatori | 14’ (rig.) Schindler 19’ Ducksch |

| Arbitro: | Dankert |

|                                                                             |           |  |
| Kinsombi 18’ Drexler 20’ Schindler 51’ (rig.) Czichos 62’ Nauber 82’ (aut.) | Marcatori |  |

| Arbitro: | Badstübner |

|           |           |             |
| Stöger 8’ | Marcatori | 61’ Ducksch |

| Arbitro: | Günsch |

|                                   |           |             |
| Schindler 18’ (rig.) Kinsombi 39’ | Marcatori | 82’ Verhoek |

| Arbitro: | Kempkes |

|              |           |               |
| Behrendt 21’ | Marcatori | 25’ Schindler |

| Kiel 7 aprile 2018, ore 13:00 29ª giornata | Holstein Kiel | 0 – 0 referto | Darmstadt | Holstein-Stadion (10.483 spett.)\| Arbitro: \| Rohde \| |
| Arbitro:                                   | Rohde         |               |           |                                                         |

| Arbitro: | Zwayer |

|  |           |                                                   |
|  | Marcatori | 28’ (rig.) Schindler 65’, 90’ Ducksch 86’ Mühling |

| Arbitro: | Osmers |

|                      |           |                                 |
| Schindler 12’ (rig.) | Marcatori | 9’ Margreitter 25’, 51’ Behrens |

| Arbitro: | Steinhaus |

|            |           |                                                                      |
| Kittel 43’ | Marcatori | 25’ Kinsombi 60’ Ducksch 68’ (aut.) Levels 72’ Schindler 74’ Drexler |

| Arbitro: | Ittrich |

|           |           |             |
| Raman 75’ | Marcatori | 77’ Ducksch |

| Arbitro: | Welz |

|                                                    |           |                            |
| Seydel 16’ Lewerenz 22’, 30’, 57’, 60’ Czichos 33’ | Marcatori | 6’ Hochscheidt 19’ Reichel |

#### Play-off
| Arbitro: | Aytekin |

|                                 |           |               |
| Origi 13’ Brekalo 40’ Malli 56’ | Marcatori | 34’ Schindler |

| Arbitro: | Siebert |

|  |           |            |
|  | Marcatori | 75’ Knoche |

### Coppa di Germania
| Arbitro: | Winkmann |

|                                |           |           |
| Drexler 71’ (rig.) Ducksch 78’ | Marcatori | 48’ Nyman |

| Arbitro: | Schlager |

|                                 |           |                                         |
| Fischer 22’, 67’ Brosinski 101’ | Marcatori | 54’ (rig.) Schindler 75’ (rig.) Drexler |

## Statistiche

### Statistiche di squadra
| Competizione      | Punti | In casa | In casa | In casa | In casa | In casa | In casa | In trasferta | In trasferta | In trasferta | In trasferta | In trasferta | In trasferta | Totale | Totale | Totale | Totale | Totale | Totale | DR  |
| Competizione      | Punti | G       | V       | N       | P       | Gf      | Gs      | G            | V            | N            | P            | Gf           | Gs           | G      | V      | N      | P      | Gf     | Gs     | DR  |
| ----------------- | ----- | ------- | ------- | ------- | ------- | ------- | ------- | ------------ | ------------ | ------------ | ------------ | ------------ | ------------ | ------ | ------ | ------ | ------ | ------ | ------ | --- |
| 2. Bundesliga     | 56    | 17      | 8       | 7       | 2       | 36      | 19      | 17           | 6            | 7            | 4            | 35           | 25           | 34     | 14     | 14     | 6      | 71     | 44     | +27 |
| Play-off          | -     | 1       | 0       | 0       | 1       | 0       | 1       | 1            | 0            | 0            | 1            | 1            | 3            | 2      | 0      | 0      | 2      | 1      | 4      | -3  |
| Coppa di Germania | -     | 1       | 1       | 0       | 0       | 2       | 1       | 1            | 0            | 0            | 1            | 2            | 3            | 2      | 1      | 0      | 1      | 4      | 4      | 0   |
| Totale            | -     | 19      | 9       | 7       | 3       | 38      | 21      | 19           | 6            | 7            | 6            | 38           | 31           | 38     | 15     | 14     | 9      | 76     | 52     | +24 |

### Andamento in campionato
| Giornata  | 1 | 2  | 3 | 4 | 5 | 6 | 7 | 8 | 9 | 10 | 11 | 12 | 13 | 14 | 15 | 16 | 17 | 18 | 19 | 20 | 21 | 22 | 23 | 24 | 25 | 26 | 27 | 28 | 29 | 30 | 31 | 32 | 33 | 34 |
| --------- | - | -- | - | - | - | - | - | - | - | -- | -- | -- | -- | -- | -- | -- | -- | -- | -- | -- | -- | -- | -- | -- | -- | -- | -- | -- | -- | -- | -- | -- | -- | -- |
| Luogo     | C | T  | C | T | C | T | C | T | C | T  | C  | T  | C  | T  | C  | C  | T  | T  | C  | T  | C  | T  | C  | T  | C  | T  | C  | T  | C  | T  | C  | T  | T  | C  |
| Risultato | N | P  | V | V | V | V | P | V | V | V  | V  | N  | V  | N  | N  | N  | N  | P  | N  | N  | N  | P  | N  | P  | V  | N  | V  | N  | N  | V  | P  | V  | N  | V  |
| Posizione | 8 | 11 | 8 | 6 | 3 | 1 | 5 | 3 | 2 | 2  | 2  | 2  | 2  | 1  | 1  | 1  | 1  | 2  | 2  | 3  | 3  | 3  | 3  | 3  | 3  | 3  | 3  | 3  | 3  | 3  | 3  | 3  | 3  | 3  |

Legenda:

Luogo: C = Casa; T = Trasferta. Risultato: V = Vittoria; N = Pareggio; P = Sconfitta.

### Statistiche dei giocatori
| Giocatore        | 2. Bundesliga | 2. Bundesliga | 2. Bundesliga | 2. Bundesliga | Play-off | Play-off | Play-off    | Play-off   | Coppa di Germania | Coppa di Germania | Coppa di Germania | Coppa di Germania | Totale   | Totale | Totale      | Totale     |
| Giocatore        | Presenze      | Reti          | Ammonizioni   | Espulsioni    | Presenze | Reti     | Ammonizioni | Espulsioni | Presenze          | Reti              | Ammonizioni       | Espulsioni        | Presenze | Reti   | Ammonizioni | Espulsioni |
| ---------------- | ------------- | ------------- | ------------- | ------------- | -------- | -------- | ----------- | ---------- | ----------------- | ----------------- | ----------------- | ----------------- | -------- | ------ | ----------- | ---------- |
| K. Kronholm      | 33            | 0             | 1             | 0             | 2        | 0        | 0           | 0          | 2                 | 0                 | 0                 | 0                 | 37       | 0      | 1           | 0          |
| L. Kruse         | 1             | 0             | 0             | 0             | -        | -        | -           | -          | -                 | -                 | -                 | -                 | 1        | 0      | 0           | 0          |
| B. Schipmann     | -             | -             | -             | -             | -        | -        | -           | -          | -                 | -                 | -                 | -                 | -        | -      | -           | -          |
| R. Czichos       | 31            | 3             | 7             | 0             | 2        | 0        | 0           | 0          | 2                 | 0                 | 0                 | 0                 | 35       | 3      | 7           | 0          |
| S. Heidinger     | 12            | 0             | 4             | 0             | -        | -        | -           | -          | 1                 | 0                 | 1                 | 0                 | 13       | 0      | 5           | 0          |
| P. Herrmann      | 30            | 0             | 7             | 1             | 2        | 0        | 1           | 0          | 1                 | 0                 | 0                 | 0                 | 33       | 0      | 8           | 1          |
| N. Hoheneder     | 7             | 0             | 0             | 0             | -        | -        | -           | -          | 1                 | 0                 | 0                 | 0                 | 8        | 0      | 0           | 0          |
| C. Lenz          | 11            | 0             | 1             | 0             | -        | -        | -           | -          | 1                 | 0                 | 0                 | 0                 | 12       | 0      | 1           | 0          |
| D. Schmidt       | 32            | 1             | 3             | 1             | 2        | 0        | 0           | 0          | 2                 | 0                 | 0                 | 0                 | 36       | 1      | 3           | 1          |
| A. Sicker        | 1             | 0             | 0             | 0             | -        | -        | -           | -          | -                 | -                 | -                 | -                 | 1        | 0      | 0           | 0          |
| J. van den Bergh | 23            | 0             | 5             | 0             | 2        | 0        | 0           | 0          | 1                 | 0                 | 0                 | 0                 | 26       | 0      | 5           | 0          |
| M. Besuschkow    | 1             | 0             | 0             | 0             | -        | -        | -           | -          | -                 | -                 | -                 | -                 | 1        | 0      | 0           | 0          |
| A. Condé         | 6             | 0             | 0             | 0             | -        | -        | -           | -          | 2                 | 0                 | 1                 | 0                 | 8        | 0      | 1           | 0          |
| L. Dürholtz      | 1             | 0             | 0             | 0             | -        | -        | -           | -          | -                 | -                 | -                 | -                 | 1        | 0      | 0           | 0          |
| J. Gerezgiher    | -             | -             | -             | -             | -        | -        | -           | -          | -                 | -                 | -                 | -                 | -        | -      | -           | -          |
| A. Karazor       | 4             | 0             | 0             | 0             | -        | -        | -           | -          | -                 | -                 | -                 | -                 | 4        | 0      | 0           | 0          |
| D. Kinsombi      | 31            | 5             | 4             | 1             | 2        | 0        | 0           | 0          | 2                 | 0                 | 0                 | 0                 | 35       | 5      | 4           | 1          |
| A. Mühling       | 32            | 3             | 7             | 0             | 2        | 0        | 0           | 0          | 2                 | 0                 | 0                 | 0                 | 36       | 3      | 7           | 0          |
| D. Peitz         | 30            | 1             | 10            | 0             | 2        | 0        | 1           | 0          | 2                 | 0                 | 0                 | 0                 | 34       | 1      | 11          | 0          |
| K. Schindler     | 33            | 12            | 3             | 0             | 2        | 1        | 0           | 0          | 2                 | 1                 | 0                 | 0                 | 37       | 14     | 3           | 0          |
| M. Schwenk       | 5             | 0             | 0             | 0             | 1        | 0        | 0           | 0          | 1                 | 0                 | 0                 | 0                 | 7        | 0      | 0           | 0          |
| T. Siedschlag    | 4             | 0             | 0             | 0             | -        | -        | -           | -          | -                 | -                 | -                 | -                 | 4        | 0      | 0           | 0          |
| N. Awuku         | -             | -             | -             | -             | -        | -        | -           | -          | -                 | -                 | -                 | -                 | -        | -      | -           | -          |
| D. Drexler       | 31            | 12            | 5             | 0             | 1        | 0        | 0           | 0          | 2                 | 2                 | 1                 | 0                 | 34       | 14     | 6           | 0          |
| M. Ducksch       | 33            | 18            | 4             | 0             | 2        | 0        | 1           | 0          | 2                 | 1                 | 0                 | 0                 | 37       | 19     | 5           | 0          |
| S. Lewerenz      | 30            | 8             | 2             | 0             | 1        | 0        | 0           | 0          | 2                 | 0                 | 0                 | 0                 | 33       | 8      | 2           | 0          |
| A. Seydel        | 25            | 2             | 1             | 0             | 2        | 0        | 0           | 0          | 1                 | 0                 | 0                 | 0                 | 28       | 2      | 1           | 0          |
| T. Weilandt      | 18            | 1             | 4             | 0             | 1        | 0        | 0           | 0          | -                 | -                 | -                 | -                 | 19       | 1      | 4           | 0          |
| U. Sen           | 1             | 0             | 0             | 0             | -        | -        | -           | -          | -                 | -                 | -                 | -                 | 1        | 0      | 0           | 0          |